# Constantin von Wurzbach
Constantin Wurzbach Ritter von Tannenberg (Laibach, 11 de Abril de 1818 — Berchtesgaden, 17 de Agosto de 1893) foi um escritor, biógrafo e lexicógrafo austríaco. Autor da obra Biographische Lexikon des Kaiserthums Oesterreich, composta por sessenta volumes.

## Obras
- Die Volkslieder der Polen und Ruthenen. Viena, 1846.
- Parallelen. Leipzig, 1849.
- Die Sprichwörter der Polen historisch erläutert. Viena, 1852 .
- Die Kirchen der Stadt Krakau. Viena, 1853.
- Bibliographisch-statistische Übersicht der Litteratur des österreichischen Kaiserstaats. Viena, 1853-56.
- Biographisches Lexikon des Kaiserthums Oesterreich. 60 volumes, Viena 1856-91.
- Das Schillerbuch. Viena, 1859.
- Joseph Haydn und sein Bruder Michael. Viena 1862.
- Historische Wörter, Sprichwörter und Redensarten. Praga, 1863.
- Glimpf und Schimpf in Spruch und Wort. Viena 1864
- Mozartbuch. Viena, 1868.
- Franz Grillparzer. Viena, 1871.
- Zur Salzburger Biographik. 1872.
- Ein Madonnenmaler unsrer Zeit: E. Steinle. Viena, 1879.

## Honrarias
- Cruz de Cavaleiro da Ordem de Francisco José
- Cruz de Cavaleiro da Ordem da Coroa de Ferro